# Vincent Kompany
Pour les articles homonymes, voir Kompany.
Vincent Kompany, né le 10 avril 1986 à Uccle (Bruxelles) en Belgique, est un footballeur international belge reconverti en entraîneur. Il est actuellement en poste au Bayern Munich, en Bundesliga.
Durant sa carrière de joueur, il évolue principalement au poste de défenseur central. Capitaine emblématique de Manchester City et de l'équipe nationale belge durant les années 2010, il remporte notamment quatre titres de Premier League et une médaille de bronze à la Coupe du monde 2018.
Malgré ses très nombreuses blessures, Vincent Kompany est considéré comme l'un des meilleurs défenseurs belges de tous les temps et plus généralement comme un des meilleurs défenseurs de sa génération.

## Biographie
Vincent Kompany est belge par sa mère et d'origine congolaise par son père, Pierre Kompany, qui a fui la République démocratique du Congo en 1975, et devenu le premier bourgmestre noir de l'histoire belge en 2018. Il a un frère, François, qui est également footballeur et une sœur, Christel, présidente du BX Brussels, .

### En club

#### RSC Anderlecht (2003-2006)
Le 1er juillet 2003, alors qu'il n'a que 17 ans, il signe son premier contrat professionnel à Anderlecht. Il dispute son premier match pour le Sporting le 30 juillet 2003, lors du deuxième tour préliminaire de qualification de la Ligue des champions face au Rapid Bucarest. La rencontre se termine finalement sur le score nul et vierge de 0-0. Quelques jours plus tard, Kompany dispute son premier match de championnat le 9 août 2003 face à l'Antwerp  et qui voit les mauves l'emporter 3-1.
Il inscrit le premier but de sa carrière le 1er février 2004 lors de la victoire 3-1 du Sporting sur la pelouse de Saint-Trond, .
Cette année-là, Glen De Boeck, le capitaine de l'équipe, se blesse à la cuisse et est indisponible pour plusieurs mois. Vincent a alors la chance de jouer dans l'axe central aux côtés d'Hannu Tihinen. Il devient un pilier de l'équipe et un des meilleurs espoirs du football belge. Il remporte le championnat de Belgique et est élu meilleur joueur du championnat. Il dispute la Ligue des champions contre l'Inter Milan et Valence CF.

#### Hambourg SV (2006-2008)

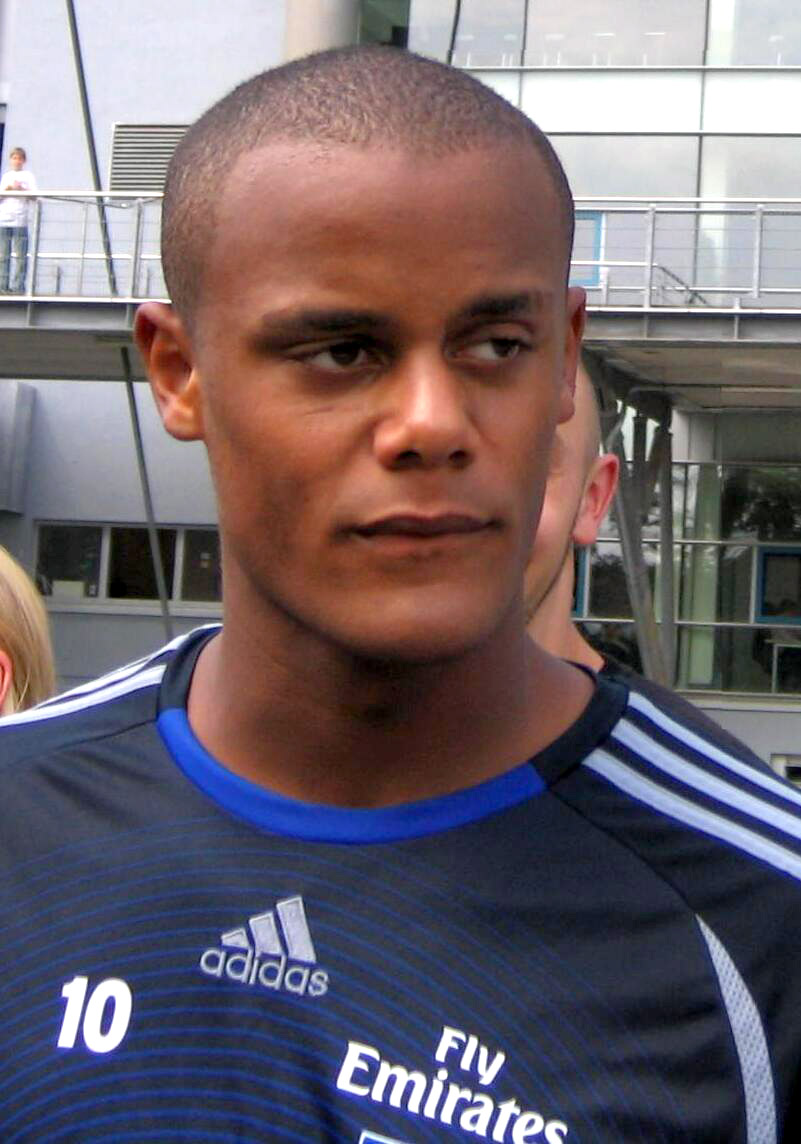
Kompany à l'entraînement avec Hambourg.

Kompany signe ensuite un contrat avec le Hambourg SV pour 10 millions d'euros. Malheureusement, durant sa première saison en Allemagne, il se blesse au tendon d'Achille et est indisponible pendant quatre mois. Lors de la saison 2007-2008, Vincent est titulaire. En août 2008, il participe aux Jeux olympiques de Pékin avant d'être rappelé en Allemagne par Hambourg. Il tente alors un bras de fer avec le club afin de rester le plus longtemps possible aux Jeux olympiques mais Hambourg ne cède pas. Furieux, Vincent affirme que l'équipe nationale est sa priorité. Il casse alors son contrat avec Hambourg.

#### Manchester City (2008-2019)
Le 22 août 2008, le club de Manchester City confirme le transfert de Kompany pour un contrat de quatre ans pour un montant de 8,5 M€. Le joueur portera le maillot numéro 33. Durant sa première saison, il est titulaire grâce notamment à sa polyvalence et à ses bonnes prestations. Il marque son premier but face à Wigan.
Le début de saison suivante est difficile pour le défenseur belge à cause des nouvelles arrivées de Kolo Touré et de Joleon Lescott qui lui sont préférés. Mark Hughes ne lui fait plus confiance et Kompany se retrouve ainsi sur le banc. Le 19 octobre 2009 Kompany signe un nouveau contrat qui lui permet de rester jusqu'en 2014.
Dès l'arrivée de Roberto Mancini, Kompany joue tous les matchs et fournit d'excellentes prestations, reléguant sur le banc un Joleon Lescott décevant. Kompany marque deux buts en Premier League contre Portsmouth et Burnley. Il porte le maillot numéro 4 pour la saison 2010-2011 après que Nedum Onuoha soit prêté à Sunderland. Il dispute la meilleure saison de sa carrière en confirmant les bonnes prestations de l'année précédente et progresse régulièrement. Il est élu "homme du match" face à Chelsea le 25 septembre 2010. Depuis qu'il est un titulaire indiscutable au côté de Kolo Touré, il est considéré comme l'un des meilleurs défenseurs centraux d'Angleterre et d'Europe.
Le 14 mai 2011, il devient le premier Belge à remporter la Coupe d'Angleterre. Il joue l'intégralité du match qui voit Manchester City l'emporter 1-0 face à Stoke City.

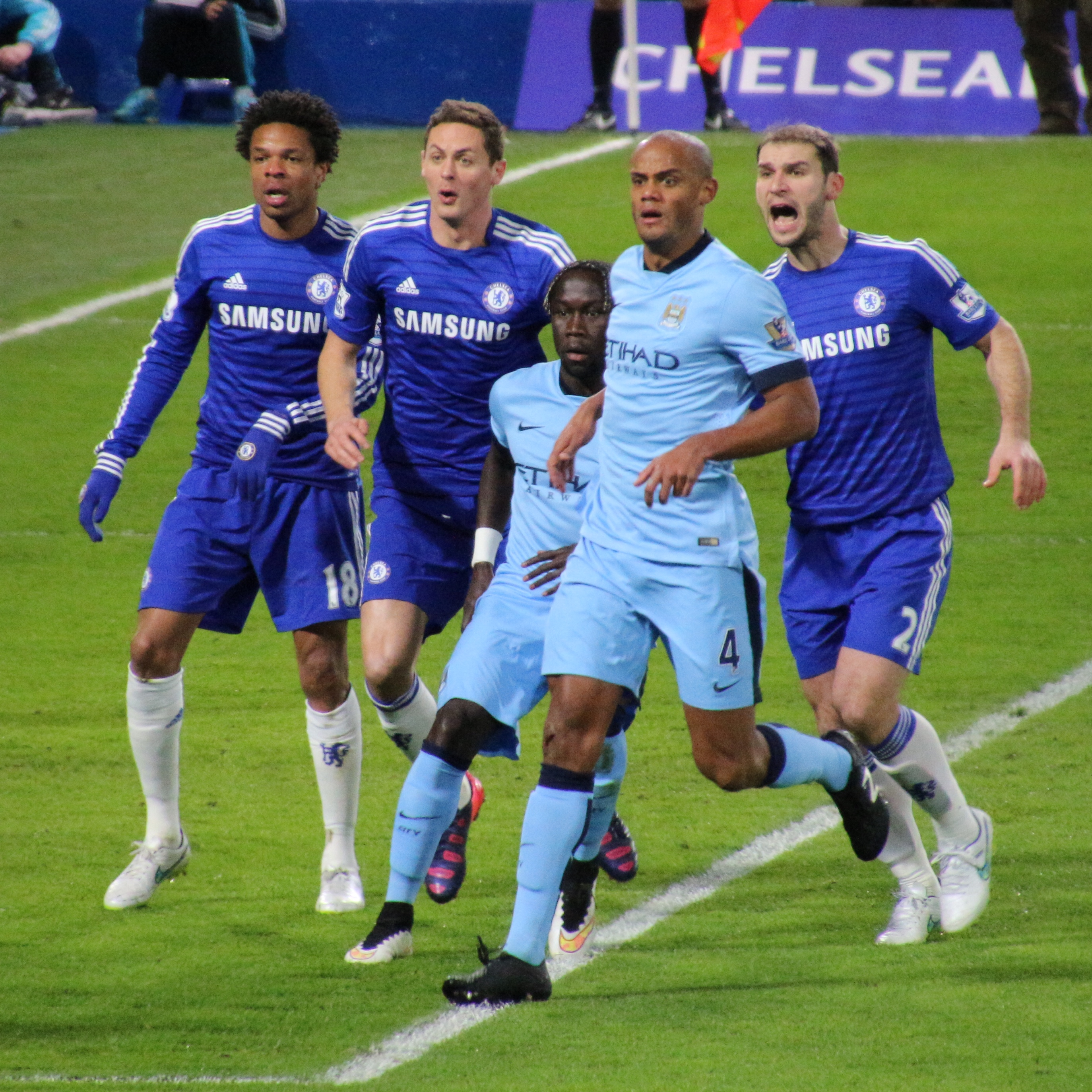
Kompany avec Manchester City contre Chelsea.

Le 23 mai 2011, Vincent Kompany est élu joueur de l'année par les supporters de Manchester City. Il arrive en tête des suffrages devant l'Espagnol David Silva et l'Argentin Carlos Tévez. Le Diable Rouge fait également l'unanimité dans le vestiaire des Citizens, ses coéquipiers, l'ayant également désigné "Joueur de l'année".
Lors de la saison 2011-2012, il est promu capitaine de l'équipe à la place de Carlos Tévez. Le 30 avril 2012, Kompany marque le but de la victoire face à Manchester United sur un corner tiré par David Silva à la 45e minute de jeu et offre à City une très bonne occasion de gagner le titre.
Le 12 mai 2012, Vincent Kompany reçoit le trophée Barclays du meilleur joueur de Premier League 2011-2012, grâce à son énorme saison dans la peau du capitaine de Manchester City, et notamment grâce à son but face aux Red Devils, décisif pour la course au titre.
Lors de la saison 2012-2013, Kompany joue en défense centrale aux côtés du joueur prometteur Matija Nastasić.
En 2014, il remporte son second titre en Premier League avec les Citizens. Il remporte un troisième titre de champion d'Angleterre le 15 avril 2018, à la suite de la défaite de Manchester United à domicile contre West Brom (0-1) conjuguée à la victoire des Citizens sur la pelouse de Tottenham la veille (3-1).
Il atteint avec les Citizens les demi-finales de la Ligue des champions en 2016, en étant battu par le Real Madrid.

### Diables Rouges (2004-2020)
Aimé Anthuenis le sélectionne en équipe nationale dès 2004, ce qui fait de lui l'un des plus jeunes joueurs de l'équipe de toute l'histoire du football belge. À cette époque, l'équipe de Belgique souffre d'un manque de joueurs de talent et surtout de défenseurs. Kompany est donc, depuis l'année de ses 18 ans et jusqu'en 2020, titulaire en club comme en équipe nationale pour tous les matchs[réf. souhaitée].

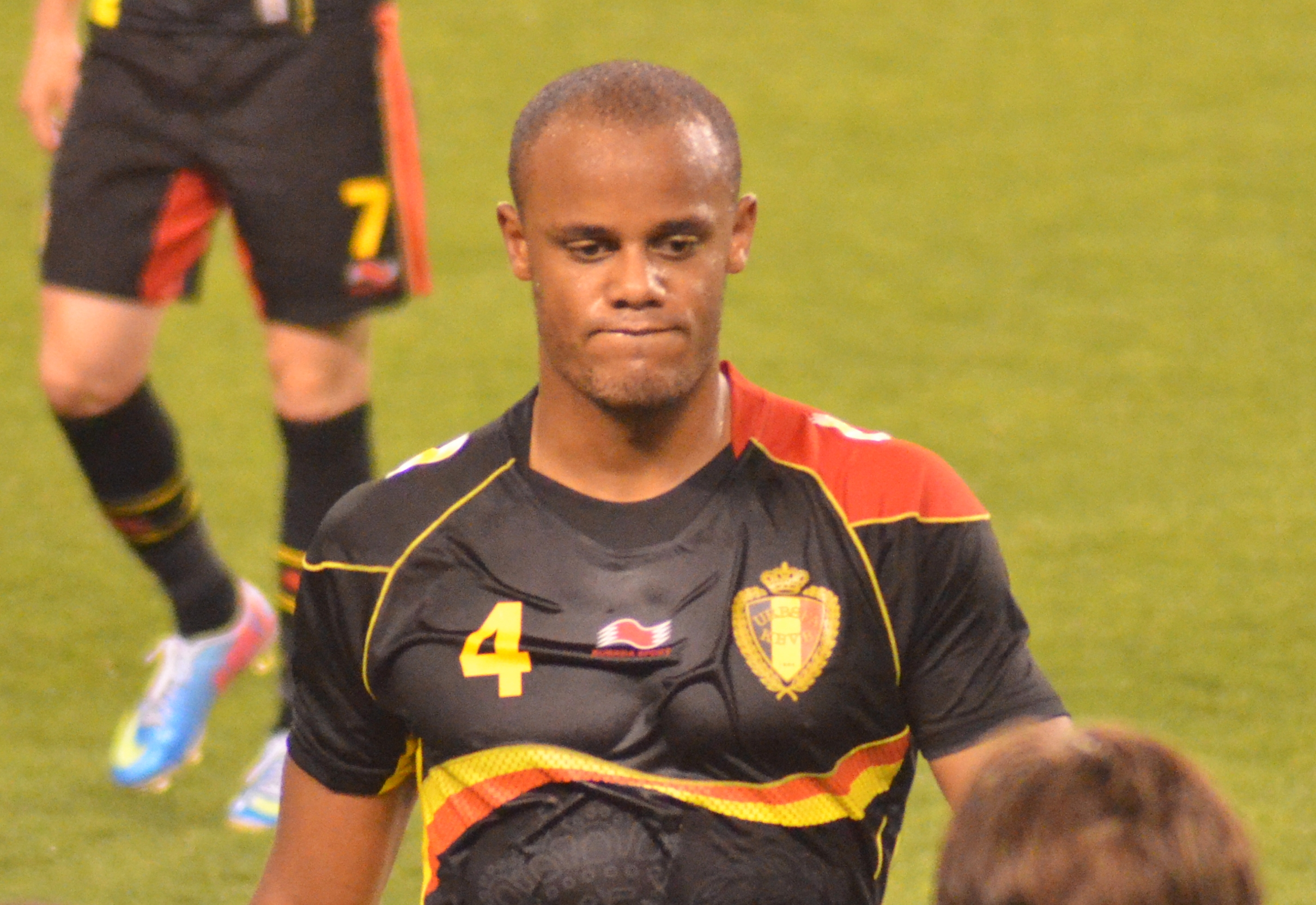
Kompany avec la sélection belge.

En 2008, il participe aux Football aux Jeux olympiques d'été organisés à Pékin. lors du tournoi olympique, il ne joue qu'un seul match. La Belgique se classe quatrième de la compétition, en étant battue par le Brésil lors de la « petite finale ». Vincent Kompany participe à sa première grande compétition internationale lors de la Coupe du monde 2014 au Brésil. Les Belges s'inclinent contre l'Argentine 1-0 en quarts-de-finale, future finaliste de la compétition.
Une blessure aux adducteurs droits survenue au début du mois de mai 2016 lors de la demi-finale retour de la Ligue des champions l'amène à renoncer à participer à l'Euro 2016. Il passe plus de temps sur le banc que sur le terrain, ce qui fait de lui le recordman du joueur sélectionné pour des grandes compétitions avec le moins de temps de jeu[réf. nécessaire].
Lors de la Coupe du monde 2018 en Russie, Vincent Kompany remporte la petite finale contre l'Angleterre et décroche, avec les « diables rouges », la troisième place. À la suite de sa défaite en demi-finale contre la France, il déclare : « on saura que l'équipe gagnante de ce tournoi ne sera pas une équipe qui était nécessairement plus forte que la nôtre ». Kompany se met en évidence lors ce mondial, en délivrant une passe décisive lors du quart de finale remporté contre le Brésil. Il s'agira de sa dernière compétition internationale.
Vincent Kompany inscrit son premier but en équipe nationale le 29 mai 2010, en amical contre la Bulgarie (victoire 2-1). Il marque son deuxième but le 7 octobre 2011, contre le Kazakhstan, lors des éliminatoires de l'Euro 2012 (victoire 4-1). Il inscrit ses deux derniers buts en 2012, lors des éliminatoires du mondial 2014, contre le Pays de Galles (victoire 0-2) et l'Écosse (victoire 2-0).
A 35 reprises, Kompany officie comme capitaine des Diables Rouges.

### Carrière d'entraîneur

#### RSC Anderlecht (2019-2022)
Le  19 mai 2019, Vincent Kompany annonce sur les réseaux sociaux son départ de Manchester City après 11 saisons passées au club. Il annonce dans la foulée son retour au RSC Anderlecht en tant qu'entraîneur-joueur.
Mais après quatre journées, il redevient uniquement joueur et hérite du brassard de capitaine.
Il continuera d'épauler Simon Davies.
Cependant, le 3 octobre 2019, à la suite de la nouvelle contre-performance face à Waasland-Beveren (0-0) et un début de saison difficile (bilan de 6 points sur 27 après neuf journées de championnat), le duo formé par le « joueur-manager » et Simon Davies  est remplacé par un autre nom bien connu dans la maison mauve : Franky Vercauteren qui permettra de mener le Sporting aux portes des playoffs 1, .
Le lundi 17 août 2020, Vincent Kompany met un terme à sa carrière de joueur afin de devenir l'entraîneur principal d'Anderlecht, remplaçant ainsi Franky Vercauteren qui venait de signer un 4/6 pour les deux premiers matchs de championnat.
Pour son premier match en tant qu’entraîneur officiel, le Sporting partage l'enjeu face à Mouscron (1-1), suivi d'un excellent 2-2 face à Ostende.

#### Burnley (2022-2024)
Vincent Kompany est nommé coach de Burnley le 14 juin 2022, alors que le club vient d'être relégué en Championship. Si le début de saison de Burnley est irrégulier, la première année de Kompany en Angleterre est une réussite. Pratiquant un jeu attrayant, Burnley ne perd aucun match entre novembre et avril et finit par remporter le championnat, assurant au passage la promotion en Premier League. En FA Cup, le club réalise également un bon parcours en sortant deux clubs de première division, Bournemouth et Leicester City, avant d'être éliminé en quart de finale face à Manchester City. Ses bons résultats avec Burnley lui valent notamment d'être pressenti pour le poste d'entraîneur de Chelsea.

#### Bayern Munich (depuis 2024)
Fin mai 2024, alors que Burnley vient d'être relégué en Championship, Kompany succède à Thomas Tuchel en tant qu'entraîneur du Bayern Munich où le Belge s'est engagé jusqu'en 2027. En mai 2025, il a remporté son premier titre en Bundesliga au cours de sa première saison au club. Le 16 août 2025, il remporte la Super Coupe d'Allemagne de football au terme d'une confrontation contre le Vfb Stuttgart, score final: 1-2.

## Statistiques

### En tant que joueur
| Saison                | Club                  | Championnat           | Championnat | Championnat | Coupe nationale | Coupe nationale | Coupe de la Ligue | Coupe de la Ligue | Supercoupe | Supercoupe | Compétition(s) continentale(s) | Compétition(s) continentale(s) | Compétition(s) continentale(s) | Belgique | Belgique | Total | Total |
| Saison                | Club                  | Division              | M.          | B.          | M.              | B.              | M.                | B.                | M.         | B.         | Comp.                          | M.                             | B.                             | M.       | B.       | M.    | B.    |
| 2003-2004             | RSC Anderlecht        | Jupiler League        | 29          | 2           | 5               | 0               | -                 | -                 | -          | -          | C1                             | 9                              | 0                              | 4        | 0        | 47    | 2     |
| 2004-2005             | RSC Anderlecht        | Jupiler League        | 32          | 2           | 1               | 0               | -                 | -                 | 1          | 0          | C1                             | 7                              | 0                              | 7        | 0        | 48    | 2     |
| 2005-2006             | RSC Anderlecht        | Jupiler League        | 12          | 1           | 1               | 0               | -                 | -                 | -          | -          | C1                             | 6                              | 1                              | 3        | 0        | 22    | 2     |
| Sous-total            | Sous-total            | Sous-total            | 73          | 5           | 7               | 0               | -                 | -                 | 1          | 0          | -                              | 22                             | 1                              | 14       | 0        | 117   | 6     |
| 2006-2007             | Hambourg SV           | Bundesliga            | 6           | 0           | -               | -               | 2                 | 1                 | -          | -          | C1                             | 5                              | 0                              | 2        | 0        | 15    | 1     |
| 2007-2008             | Hambourg SV           | Bundesliga            | 22          | 1           | 4               | 0               | -                 | -                 | -          | -          | C4+C3                          | 2+9                            | 1+1                            | 7        | 0        | 44    | 3     |
| 2008-2009             | Hambourg SV           | Bundesliga            | 1           | 0           | -               | -               | -                 | -                 | -          | -          | C3                             | -                              | -                              | -        | -        | 1     | 0     |
| Sous-total            | Sous-total            | Sous-total            | 29          | 1           | 4               | 0               | 2                 | 1                 | -          | -          | -                              | 16                             | 2                              | 9        | 0        | 60    | 4     |
| 2008-2009             | Manchester City       | Premier League        | 34          | 1           | 1               | 0               | 1                 | 0                 | -          | -          | C3                             | 9                              | 0                              | 5        | 0        | 50    | 1     |
| 2009-2010             | Manchester City       | Premier League        | 25          | 2           | 3               | 0               | 4                 | 0                 | -          | -          | -                              | -                              | -                              | 3        | 1        | 35    | 3     |
| 2010-2011             | Manchester City       | Premier League        | 37          | 0           | 5               | 0               | -                 | -                 | -          | -          | C3                             | 8                              | 0                              | 8        | 0        | 58    | 0     |
| 2011-2012             | Manchester City       | Premier League        | 31          | 3           | 1               | 0               | -                 | -                 | 1          | 0          | C1+C3                          | 6+3                            | 0                              | 8        | 1        | 50    | 4     |
| 2012-2013             | Manchester City       | Premier League        | 26          | 1           | 4               | 0               | -                 | -                 | 1          | 0          | C1                             | 6                              | 0                              | 8        | 2        | 45    | 3     |
| 2013-2014             | Manchester City       | Premier League        | 28          | 4           | 2               | 0               | 3                 | 0                 | -          | -          | C1                             | 4                              | 1                              | 9        | 0        | 46    | 5     |
| 2014-2015             | Manchester City       | Premier League        | 25          | 0           | 1               | 0               | -                 | -                 | -          | -          | C1                             | 7                              | 0                              | 5        | 0        | 38    | 0     |
| 2015-2016             | Manchester City       | Premier League        | 14          | 2           | -               | -               | 1                 | 0                 | -          | -          | C1                             | 7                              | 0                              | 3        | 0        | 25    | 2     |
| 2016-2017             | Manchester City       | Premier League        | 11          | 3           | 2               | 0               | 2                 | 0                 | -          | -          | C1                             | -                              | -                              | 2        | 0        | 17    | 3     |
| 2017-2018             | Manchester City       | Premier League        | 17          | 1           | 1               | 0               | 1                 | 1                 | -          | -          | C1                             | 2                              | 0                              | 8        | 0        | 29    | 2     |
| 2018-2019             | Manchester City       | Premier League        | 17          | 1           | 1               | 0               | 3                 | 0                 | 1          | 0          | C1                             | 4                              | 0                              | 7        | 0        | 33    | 1     |
| Sous-total            | Sous-total            | Sous-total            | 265         | 18          | 21              | 0               | 15                | 1                 | 3          | 0          | -                              | 56                             | 1                              | 66       | 4        | 426   | 24    |
| 2019-2020             | RSC Anderlecht        | Jupiler Pro League    | 15          | 1           | 3               | 0               | -                 | -                 | -          | -          | -                              | -                              | -                              | 0        | 0        | 18    | 1     |
| Sous-total            | Sous-total            | Sous-total            | 15          | 1           | 3               | 0               | -                 | -                 | -          | -          | -                              | -                              | -                              | 0        | 0        | 18    | 1     |
| Total sur la carrière | Total sur la carrière | Total sur la carrière | 382         | 25          | 35              | 0               | 17                | 2                 | 4          | 0          | -                              | 94                             | 4                              | 89       | 4        | 621   | 35    |

#### Buts en sélection
| no  | Date             | Lieu                                           | Adversaire     | Score final | Compétition                       |
| --- | ---------------- | ---------------------------------------------- | -------------- | ----------- | --------------------------------- |
| 1er | 19 mai 2010      | Stade Roi Baudouin, Bruxelles (Belgique)       | Bulgarie       | V 2-1       | Match amical                      |
| 2e  | 7 octobre 2011   | Stade Roi Baudouin, Bruxelles (Belgique)       | Kazakhstan     | V 4-1       | Éliminatoires de l'Euro 2012      |
| 3e  | 7 septembre 2012 | Cardiff City Stadium, Cardiff (Pays de Galles) | Pays de Galles | V 0-2       | Éliminatoires Coupe du monde 2014 |
| 4e  | 16 octobre 2012  | Stade Roi-Baudouin, Bruxelles (Belgique)       | Écosse         | V 2-0       | Éliminatoires Coupe du monde 2014 |

### En tant qu'entraîneur
| Équipe         | Pays       | de               | à            | Statistiques | Statistiques | Statistiques | Statistiques | Statistiques |
| Équipe         | Pays       | de               | à            | J            | V            | N            | D            | % de v.      |
| -------------- | ---------- | ---------------- | ------------ | ------------ | ------------ | ------------ | ------------ | ------------ |
| RSC Anderlecht | Belgique   | juillet 2019     | 22 août 2019 | 4            | 0            | 2            | 2            | 0 %          |
| RSC Anderlecht | Belgique   | 17 août 2020     | mai 2022     | 90           | 41           | 30           | 19           | 45,6 %       |
| Burnley FC     | Angleterre | 1er juillet 2022 |              | 79           | 37           | 19           | 23           | 46,84 %      |
| Moyenne        | Moyenne    | Moyenne          | Moyenne      | 174          | 79           | 51           | 44           | 45,40 %      |

## Palmarès

### Clubs

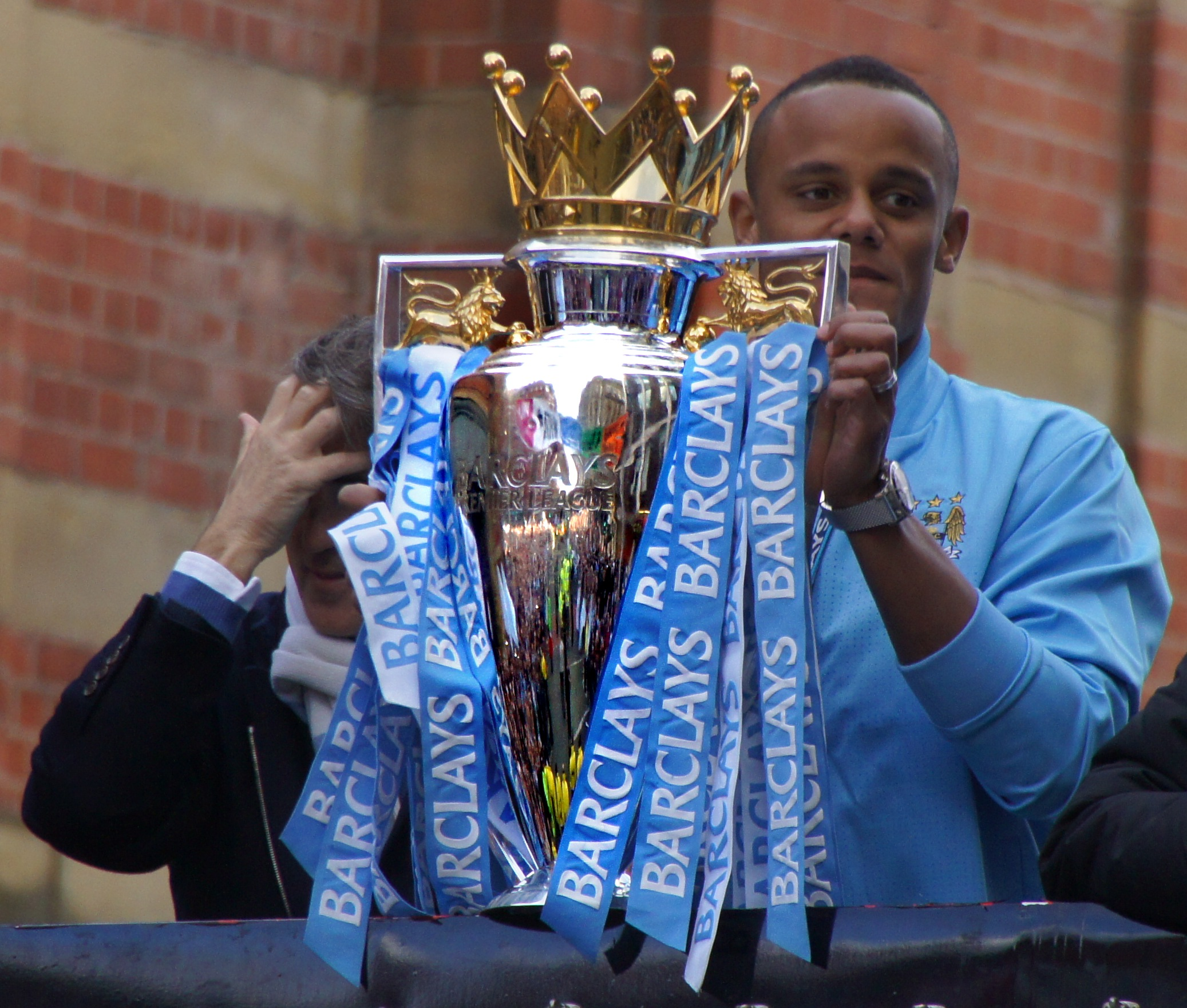
Kompany, fêtant le titre de champion d'Angleterre 2012.

Avec le RSC Anderlecht, il est champion de Belgique à deux reprises en 2004 et en 2006.
Il remporte la Coupe Intertoto en 2007 sous les couleurs du Hambourg SV.
Avec Manchester City, il est champion d'Angleterre à quatre reprises en 2012, 2014, 2018 et en 2019 et remporte la FA Cup à deux reprises en 2011 en battant Stoke City ainsi qu'en 2019 en battant Watford. Il remporte également quatre League Cup : en 2014 contre le Sunderland AFC, en 2016 contre Liverpool, en 2018 contre Arsenal et en 2019 contre Chelsea. Il a aussi remporté deux fois le Community Shield, en 2012 et en 2018, les deux fois contre Chelsea.

### Sélection nationale
- Médaillé de bronze à la Coupe du monde en 2018.

| RSC Anderlecht (2)                                    | Hambourg SV (1)                       | Manchester City (12) | Équipe de Belgique olympique           | Équipe de Belgique                    |
| ----------------------------------------------------- | ------------------------------------- | --- | -------------------------------------- | ------------------------------------- |
| - Championnat de Belgique - Vainqueur : 2004 et 2006. | - Coupe Intertoto - Vainqueur : 2007. | - Championnat d'Angleterre - Vainqueur : 2012, 2014, 2018 et 2019. - FA Cup - Vainqueur : 2011 et 2019. - League Cup - Vainqueur : 2014, 2016, 2018, 2019. - Community Shield - Vainqueur : 2012 et 2018. | - Jeux olympiques - Quatrième en 2008. | - Coupe du monde - Troisième en 2018. |

### Distinctions personnelles
En 2004, il est élu Soulier d'or belge ainsi que Soulier d'ébène belge. La même année il remporte également les distinctions de Jeune Pro de l'année et le Trophée du 12e homme décerné par le public. En 2005, il remporte le Zinneke de Bronze, qui récompense le meilleur ambassadeur de Bruxelles et le prix du Footballeur Pro de l'année. Il remporte pour la seconde année consécutive le Soulier d'ébène belge, le prix du Jeune Pro de l'année et le Trophée du 12e homme.
En Angleterre, il est élu meilleur joueur de la saison de Manchester City par les supporters du club en 2009. L'année suivante, il est élu meilleur joueur belge évoluant à l'étranger. En 2011, il est membre de l'équipe type de Premier League et de nouveau meilleur joueur de la saison de Manchester City. En 2012, il est membre de l'équipe type de Premier League pour la seconde saison consécutive ainsi que meilleur joueur de la saison. L'année suivante, il est dans le onze type "L'Équipe". Il est membre de l'équipe type de Premier League pour la troisième fois de sa carrière en 2014.
En 2021, il est élu membre de la "125 Years Icons Team", la meilleure équipe de tous les temps de l'histoire du football belge (organisé par l'URBSFA).

## Vie personnelle
Vincent Kompany est le fils de l'ancien bourgmestre de Ganshoren, Pierre Kompany.
En juin 2011, il se marie à la Britannique Carla Higgs. Il est père de trois enfants : Sienna, Kai et Caleb Kompany.
En décembre 2017, Kompany est diplômé de la Business School de Manchester et décroche une Maîtrise en administration des affaires ou MBA avec mention. Il a étudié à mi-temps pendant cinq ans en parallèle avec son activité de footballeur.
Polyglotte, il parle français, néerlandais, anglais et allemand. En effet, si sa famille est francophone, il a fréquenté le système scolaire néerlandophone de la ville bilingue qu'est Bruxelles. Par ailleurs, tant au Royaume-Uni qu'en Allemagne, il a rapidement acquis un vocabulaire étendu lui permettant de répondre aux questions des intervieweurs de manière fine et complexe, tout en évitant les lieux communs  propre au milieu sportif.

## Kompany et Bart De Wever
Après sa victoire aux élections communales d'Anvers le 14 octobre 2012, Bart De Wever déclare : « Anvers est à tous, mais ce soir surtout à nous. »
Le 16 octobre 2012, après la victoire 2-0 de la Belgique contre l’Écosse, Vincent Kompany pastiche De Wever en déclarant sur Twitter : « La Belgique est à tout le monde, mais ce soir elle est surtout à nous ! ».
De Wever réagit en se disant « amusé » par le tweet de Kompany mais en précisant que ce n'est « pas une bonne idée de mélanger sport et politique. »